# Elke Richter (Fußballspielerin)
Elke Richter (* 4. September 1960) ist eine ehemalige deutsche Fußballspielerin.

## Karriere

### Vereine
Richter gehörte von 1982 bis 1988 Rot-Weiß Berrendorf an, für den Verein sie als Abwehrspielerin von 1985 bis 1988 in der drittklassigen Regionalliga West spielte, bevor der Abstieg folgte. Mit dem Verein gewann sie 1984 den mittelrheinischen Pokal, der die Teilnahme am Wettbewerb um den DFB-Pokal bedeutete. Nach dem 4:2-Sieg im Achtelfinale gegen den ATSV Stockelsdorf folgte das Aus im Viertelfinale beim KBC Duisburg mit 0:2.
Danach schloss sie sich Grün-Weiß Brauweiler an, mit dem Verein sie am 22. Juni 1991 für die größte Sensation in der DFB-Pokal-Geschichte sorgte. Im Berliner Olympiastadion wurde der TSV Siegen – im Vorspiel zum Männerfinale – vor 5000 Zuschauern durch das Tor von Michaela Kubat in der 19. Minute mit 1:0 bezwungen.
In der Saison 1991/92 kam sie für Grün-Weiß Brauweiler in der seinerzeit noch zweigleisigen Bundesliga zum Einsatz. Als Zweitplatzierter der Gruppe Nord qualifizierte sich ihr Verein für die Endrunde um die Deutsche Meisterschaft. Das Hin- und Rückspiel im Halbfinale gegen den FSV Frankfurt konnte ihre Mannschaft im Gesamtergebnis mit 3:2 für sich entscheiden. Das am 28. Juni 1992 im Siegener Leimbachstadion ausgetragene Finale um die Deutsche Meisterschaft wurde jedoch mit 0:2 gegen den TSV Siegen verloren.

### Nationalmannschaft
Richter bestritt in der Zeit von 1983 bis 1988 insgesamt 27 Länderspiele, in denen ihr ein Tor gelang. Am 24. September 1983 debütierte sie in Sønderborg für die Nationalmannschaft im EM-Qualifikationsspiel der Gruppe 4 bei der 0:1-Niederlage gegen die Nationalmannschaft Dänemarks. Ohne einen Sieg und als Gruppendritter scheiterte die DFB-Elf an der ersten Ausspielung der europäischen Kontinentalmeisterschaft im Frauenfußball. Ihr einziges Länderspieltor erzielte sie am 30. Juli 1986 in Reykjavík beim 5:0-Sieg im Testspiel gegen die Nationalmannschaft Islands mit dem Treffer zum 1:0 in der 46. Minute. Ihren letzten Einsatz als Nationalspielerin hatte sie am 2. April 1988 in Andria beim torlosen Remis gegen die Nationalmannschaft Italiens.

## Erfolge
- DFB-Pokal-Sieger 1991 (mit Grün-Weiß Brauweiler)
- Mittelrheinischer Pokalsieger 1984 (mit Rot-Weiß Berrendorf)